# KČT Česká Lípa
Klub českých turistů Česká Lípa (KČT Česká lípa) je aktivní turistický klub v České Lípě registrovaný jako odbor KČT u Liberecké oblasti Klubu českých turistů. Má zhruba dvě stě členů. V celostátní evidenci Klubu českých turistů má odbor přidělené číslo 107 003.

## Historie

### Počátky turistiky ve městě
Nejstarším spolkem, který se, v převážně německy mluvící České Lípě, věnoval turistice, byl v roce 1878 založený německý Excursions Club. Ten se později věnoval také muzejnictví a vlastivědě v severních Čechách. V Lužických horách také v této době vznikaly horské a alpské spolky, hlavně na sousedním Děčínsku a v Novém Boru. Jejich síť pod hlavičkou DÖAV se postupně rozprostírala i ve vnitrozemí.
O založení odbočky Klubu československých turistů se postaral Bohumil Kinský v roce 1928. Téhož roku založil v České Lípě založený nevelký Český muzejní spolek, oba tyto spolky se opíraly o působení Národní jednoty severočeské. V severních Čechách existovala od roku 1933 Lužicko-jizerská župa KČST.
V roce 1957 byl odbor začleněn do TJ Nářadí Česká Lípa a v roce 1973 pod TJ Lokomotiva Česká Lípa. Osamostatnili se pod obnoveným celostátním Klubem českých turistů v roce 1993.

### Předsedové odboru
- Bohumil Kinský (1928–1938, 1945–1956)
- Jaroslav Venuš (1956–1967)
- Karel Prouza (1967–1971)
- Jan Mečíř (1973–1991)
- Anna Machová (1991–2006)
- Čestmír Povolný (od roku 2006)

## Činnost klubu
Odbor sestavuje každým rokem kalendář akcí, který mívá 50-200 položek. Jsou to turistické jedno i vícedenní pochody v Česku i zahraničí, akce pro příznivce různých druhů turistiky (pěší, lyžařské, cyklo, mototuristiky) i akce společenské (besedy s promítáním, schůze, školení). Účast na nich je možná i pro neorganizovanou veřejnost. Některé důležité akce (např. pochod S Adélou Českolipskem) jsou zároveň uveřejněny v krajském i celostátním kalendáři turistických akcí KČT. Odbor organizuje i spoluúčast na akcích jiných odborů či celostátních srazech.
V roce 1998 odbor nechal vyrobit odznaky, k nimž vydal brožurku – záznamník Oblastního turistického odznaku Českolipsko. Obsahuje tipy na 72 míst vhodných k návštěvě turistů
a pravidla, po jejichž splnění lze odznak získat.

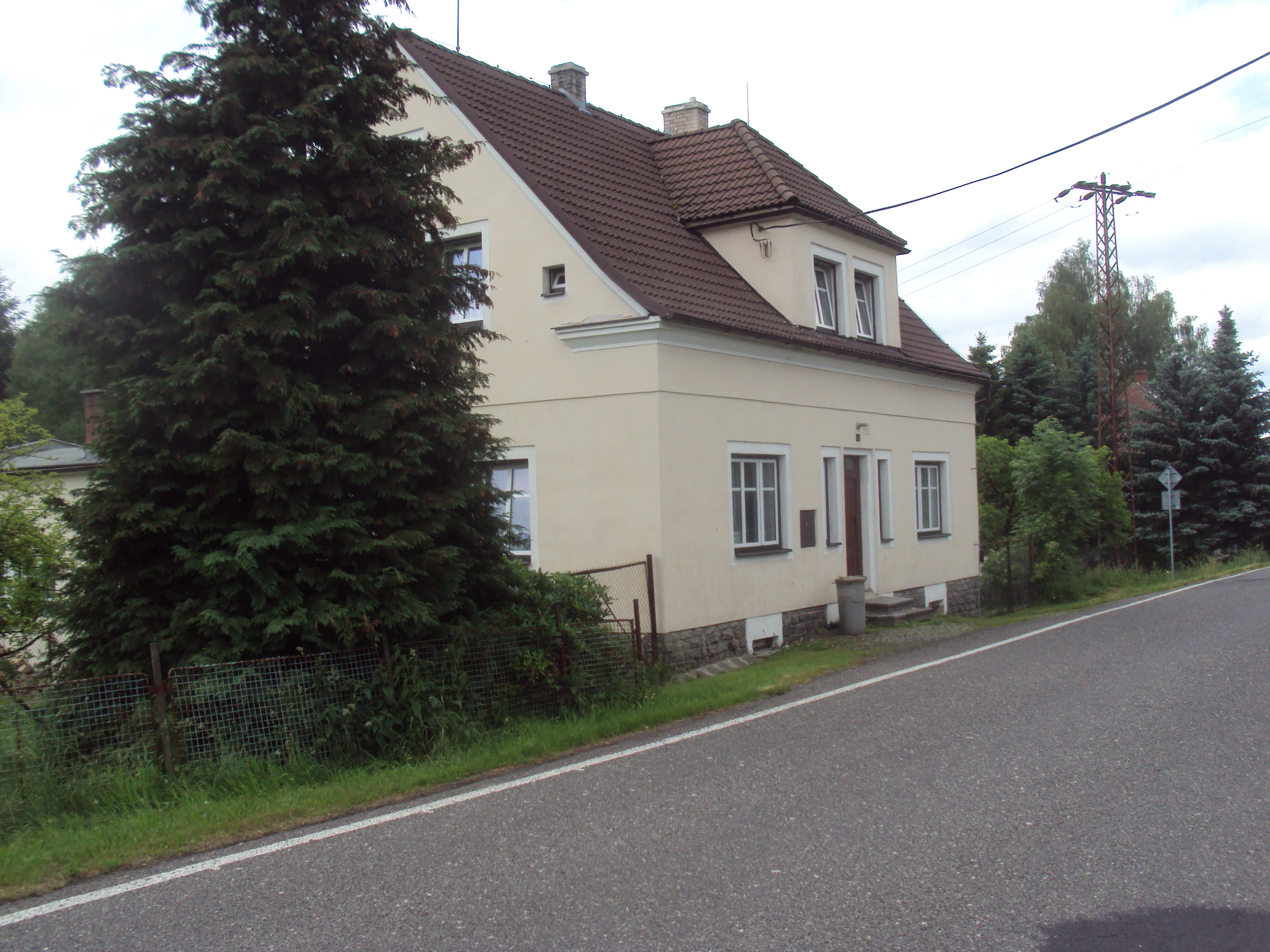
Turistická ubytovna ve Vlčí Hoře 146

Ve dnech 17. až 18. listopadu 2005 českolipští turisté zorganizovali 34 ročník celostátní akce Za posledním puchýřem.

### Základny
V České Lípě na ulici Děčínská 1414 patří klubu Turistická ubytovna Adéla, kde se klub schází, má zde svou základnu a slouží celoročně i jako turistická ubytovna. Druhou základnou je Turistická ubytovna Českolipská chata ve Vlčí Hoře nedaleko Krásné Lípy v okrese Děčín. V obou zařízeních jsou poskytovány organizovaným turistům slevy (viz slevová karta KČT Eurobeds).

### Propagace

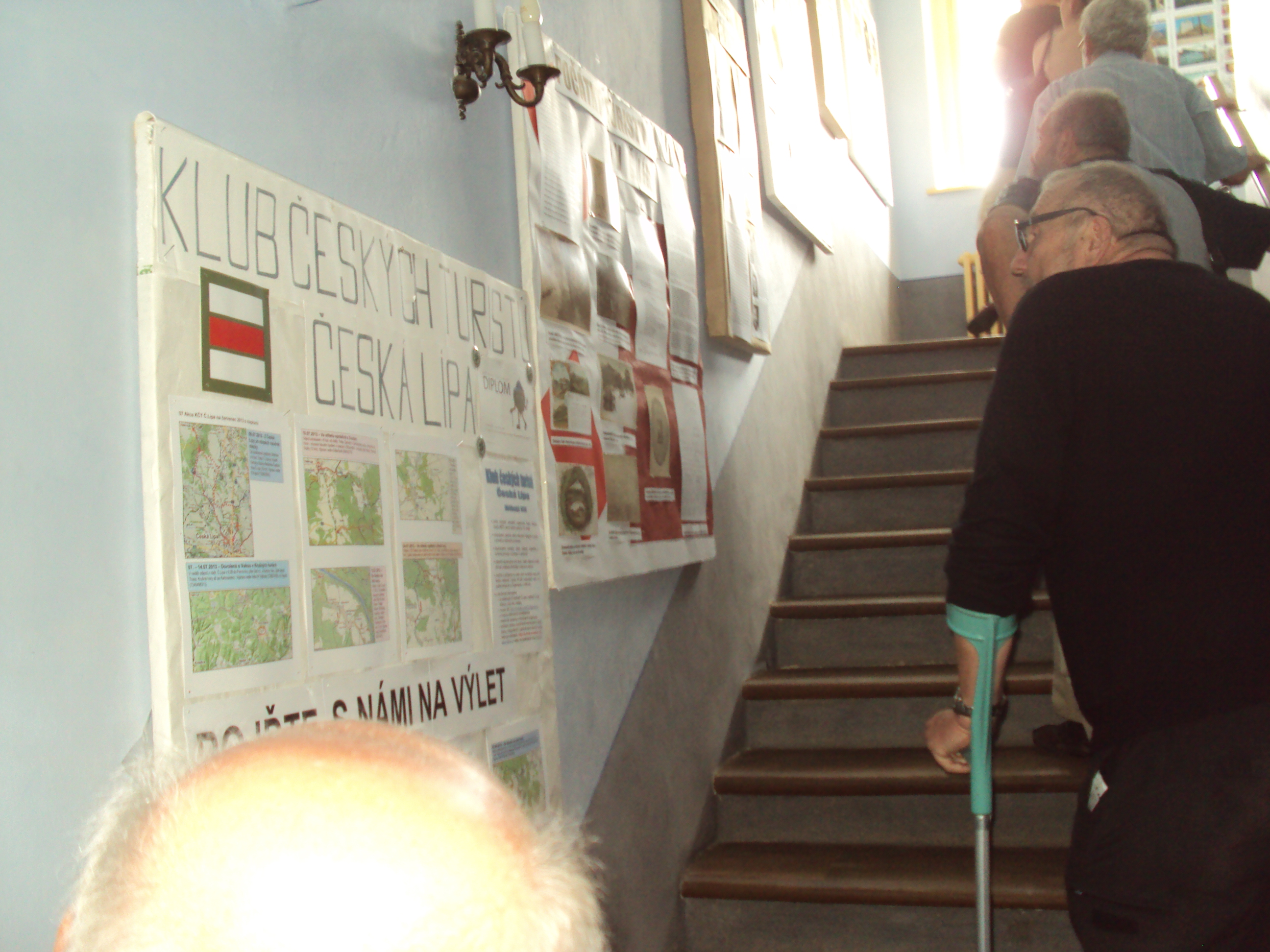
Výstava na hradě Lipý v červnu 2013 začíná

Klub udržuje ve městě tři vývěsní skříňky, u vchodu před vilou Adéla, u hlavního vlakového nádraží v Bulharské ulici (do roku 1948 se jmenovala Nádražní) a ve vlakové stanici Česká Lípa – Střelnice. Má své webové stránky.

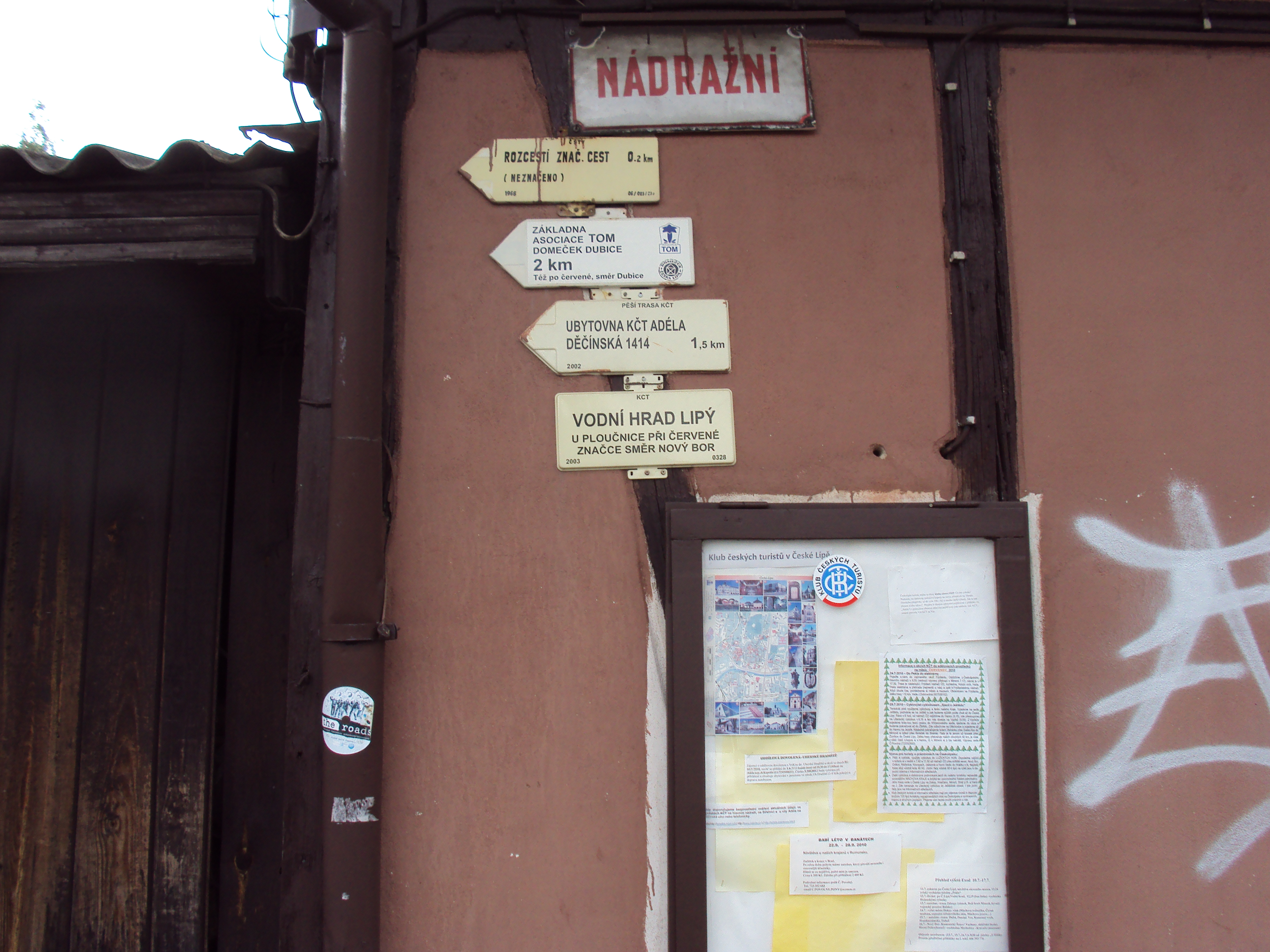
Vývěska u vlakového nádraží

V roce 2013 klub uspořádal v prostorách hradu Lipý výstavu Turistický kaleidoskop, mapující na desítkách panelů rozvoj turistiky na celém okrese. Výstava trvala po celé léto.

### Návaznost na vyšší články
KČT Česká Lípa je zařazen do Liberecké oblasti KČT (jedna ze 14 krajských oblastí v Česku), která po reorganizaci vznikla k 1. lednu 2003. Ve výkonném výboru oblasti i sekcích má své zastoupení. Před vznikem Liberecké oblasti (dříve s názvem Ještědská) byl zařazen do již neexistující Labsko – Lužické oblasti KČT.

### Ocenění
Programová rada ÚV KČT schválila v únoru 2000 udělení veřejného uznání II. stupně – Diplom s medailí tehdejší předsedkyni odboru paní Anne Machové.. O šest let později převzala za akci Za posledním puchýřem v České Lípě 2005 vyšší vyznamenání – Čestné uznání.
V dubnu 2008 diplom s medailí ústředí KČT udělilo dalším turistům: Milan Zavadil, Pavel Vejtruba, Karel Kutík, Antonín Kaprál, Jaroslava Švehlová, Karel Chocholouš, manželé Haškovi, manželé Dobrovolní a Karla Blažková. Zároveň udělilo Čestné uznání paní Haně Polesné.
V červnu 2014 převzalo vedení odboru prestižní ocenění Poděkování starostky 2014.

## Jiné turistické spolky
Ve městě působí tři turistické oddíly mládeže s vazbou jak na KČT, tak Asociaci TOM. Jsou to TOM Chippewa, TOM Dakoti a TOM Děti lesů.
Dále je zde registrován klub KČT 107 031 Ovýt Česká Lípa. Několik klubů a oddílů TOM působí v dalších městech českolipského okresu – Novém Boru, Stráži pod Ralskem a Kamenickém Šenově. Počet turistických oddílů a kroužků se na okrese po roce 1990 zmenšuje.